# John Kristian Angvik
John Kristian Angvik (Trondheim, 9 agosto 1961) è un ex calciatore norvegese, di ruolo attaccante.

## Carriera

### Club
Angvik giocò per il Rosenborg dal 1981 al 1987, vincendo il campionato 1985 con questa squadra. Nel 1988 passò al Frigg, mentre l'anno successivo fu ingaggiato dal Tromsø. Esordì con questa maglia il 29 aprile 1989, schierato titolare nel successo per 2-0 sul Mjølner. Realizzò il primo gol in campionato in data 26 agosto 1990, nel successo per 2-3 sul Vålerengen.

## Palmarès

### Club

#### Competizioni nazionali
- Campionato norvegese: 1

Rosenborg: 1985